# Angry Birds Kingdom
Angry Birds Kingdom (англ. Злі Пташки: Королівство) — майбутня стратегічна рольова відеогра, що розробляється компанією Rovio Entertainment для Android. 1 березня 2023 року гра була запущена на території деяких країн.

## Сюжет
Одного разу Ред іде лісовою стежкою, коли з кущів вибігають свині з яйцями в руках, які збивають Реда з ніг. Роздратований, Ред виявляє, що за свинями біжать два інші птахи, кажучи йому, що люди шерифа забрали їхні яйця через новий податок на яйця. Почувши цю новину, Ред стає ще злішим і починає бігати за свинями з мечем у руці.
Після порятунку яєць і повернення їхнім батькам з'являється старійшина села й особисто дякує Редові за порятунок яєць сім'ї. Він також каже, що запропонував би Реду переночувати в селі, але воно зруйноване свинями.

## Розробка
Концепція гри була рекламована у Facebook 12 серпня 2022 року, проте про існування гри стало відомо всім фанатам Angry Birds у соціальній мережі Twitter 18 серпня того ж року. Гра була запущена на Android на Філіппінах 26 лютого 2023 року і через тиждень у США.
Пізніше, 27 березня того ж року, ігровий тест було закрито з планами попрацювати над грою в майбутньому. Незабаром після цього дані гравця були видалені з ігрових серверів з обіцянкою використовувати промокод (EARLYBIRD) під час випуску повної версії гри.